# Моригами, Акико
Акико Моригами (яп. 森上亜希子 Моригами Акико, родилась 12 января 1980 года в Осаке, Япония) — японская теннисистка; победительница двух турниров WTA (из них один в одиночном разряде).

## Общая информация
Акико — одна из двух детей Масако и Масаки Моригами; её брата зовут Тэппэй.
Японка впервые пришла в теннис в восемь лет.
Ныне Моригами замужем, 11 ноября 2011 года она родила своего первого ребёнка.

## Спортивная карьера
Первый раз в основных соревнованиях WTA-тура Моригами приняла участие в апреле 1998 года, сыграв в парном разряде турнира в Токио. Первых побед на турнирах из цикла ITF она добилась в марте 2000 года. В марте 2002 года Акико сыграла первые матчи за сборную Японии в отборочном розыгрыше Кубка Федерации. В январе 2003 года японка впервые сыграла в основной сетке турнира серии Большого шлема, выступив на Открытом чемпионате Австралии. В феврале того же года ей удается выйти в полуфинал турнира в Хайдарабаде и выиграть парный титул WTA на турнире в Мемфисе, где она сыграла в альянсе с соотечественницей Саори Обатой. В апреле Моригами победила на 75-тысячнике ITF в Дотане. В июле она смогла выйти в третий раунд Уимблдонского турнира, а в сентябре сыграла в полуфинале турнира в Шанхае.
В январе 2004 года Моригами вышла в четвертьфинал на турнире в Хобарте. В августе Акико сыграла на первых для себя Олимпийских играх, которые проводились в Афинах. В одиночном и парном разряде она выступила одинаково, проиграв на стадии второго раунда. В феврале 2005 года японская теннисистка дошла до 1/4 финала турнира в Мемфисе. На Открытом чемпионате Франции того сезона она впервые прошла в третий раунд. В июле она сыграла свой дебютный одиночный финал WTA на турнире 3-й категории в Цинциннати. В матче за титул Моригами проиграла швейцарской теннисистке Патти Шнидер со счётом 4-6, 0-6. После этого она смогла выйти в полуфинал турнира 1-й категории в Сан-Диего. В августе 2005 года она достигла наивысшей для себя позиции в одиночном рейтинге — 41-го места.
Следующий раз в четвертьфинале WTA-тура Моригами сыграла осенью 2006 года на турнире в Сеуле. В феврале 2007 года в партнёрстве с Ярмилой Гайдошовой она сыграла в парном финале турнира в Мемфисе. В мае того же года Акико выиграл свой единственный одиночный титул WTA. Произошло это на грунтовом турнире в Праге, где в полуфинале она обыграла на отказе соперницы Викторию Азаренко (6-3, 4-5), а в финале победила Марион Бартоли (6-1. 6-3). На Уимблдонском турнире Моригами смогла обыграть сеянную теннисистку Динару Сафину и пройти в третий раунд. В июле она вышла во второй раз в карьере вышла в финал турнира в Цинциннати, но вновь не смогла взять главный приз. В решающем матче Акико уступила россиянке Анне Чакветадзе — 1-6, 3-6. Лучшими результатами осени для неё стали выход в четвертьфинал в Пекине и победа на 50-тысячнике ITF Таоюане. В октябре 2009 года Моригами завершает спортивную карьеру.

## Рейтинг на конец года
| Год  | Одиночный рейтинг | Парный рейтинг |
| 2009 | 404               | 619            |
| 2008 | 250               | 918            |
| 2007 | 50                | 63             |
| 2006 | 85                | 127            |
| 2005 | 48                | 228            |
| 2004 | 68                | 299            |
| 2003 | 63                | 90             |
| 2002 | 134               | 300            |
| 2001 | 197               | 242            |
| 2000 | 266               | 640            |
| 1999 | 294               | 640            |
| 1998 | 285               | 640            |
| 1997 | 393               |                |
| 1996 | 559               | 796            |

## Выступления на турнирах

### Финалы турнировWTAв одиночном разряде (3)

#### Победы (1)
| Легенда:                    |
| --------------------------- |
| Турниры Большого Шлема (0)  |
| Олимпиада (0)               |
| Итоговый чемпионат года (0) |
| 1-я категория (0)           |
| 2-я категория (0)           |
| 3-я категория (0+1)         |
| 4-я категория (1)           |
| 5-я категория (0)           |

| Титулы по покрытиям | Титулы по месту проведения матчей турнира |
| ------------------- | ----------------------------------------- |
| Хард (0+1)          | Зал (0+1)                                 |
| Грунт (1)           | Зал (0+1)                                 |
| Трава (0)           | Открытый воздух (1)                       |
| Ковёр (0)           | Открытый воздух (1)                       |

| №  | Дата       | Турнир       | Покрытие | Соперница в финале | Счёт    |
| 1. | 7 мая 2007 | Прага, Чехия | Грунт    | Марион Бартоли     | 6-1 6-3 |

#### Поражения (2)
| №  | Дата         | Турнир              | Покрытие | Соперница в финале | Счёт    |
| 1. | 24 июля 2005 | Цинциннати, США     | Хард     | Патти Шнидер       | 4-6 0-6 |
| 2. | 16 июля 2007 | Цинциннати, США (2) | Хард     | Анна Чакветадзе    | 1-6 3-6 |

### Финалы турнировITFв одиночном разряде (11)

#### Победы (7)
| Легенда:         |
| ---------------- |
| 100.000 USD (0)  |
| 75.000 USD (1+1) |
| 50.000 USD (1)   |
| 25.000 USD (3+2) |
| 10.000 USD (2)   |

| Титулы по покрытиям | Титулы по месту проведения матчей турнира |
| ------------------- | ----------------------------------------- |
| Хард (2+1)          | Зал (0)                                   |
| Грунт (1+2)         | Зал (0)                                   |
| Трава (4)           | Открытый воздух (7+3)                     |
| Ковёр (0)           | Открытый воздух (7+3)                     |

| №  | Дата            | Турнир                   | Покрытие | Соперница в финале | Счёт        |
| 1. | 6 марта 2000    | Варрнамбул, Австралия    | Трава    | Мирейлла Диттманн  | 6-4 5-7 6-1 |
| 2. | 20 марта 2000   | Водонга, Австралия       | Трава    | Марезе Жубер       | 6-1 6-1     |
| 3. | 9 октября 2001  | Сага, Япония             | Трава    | Нана Мияги         | 6-4 7-5     |
| 4. | 22 октября 2001 | Хоум-Хилл, Австралия     | Хард     | Мирейлла Диттманн  | 0-6 6-4 6-1 |
| 5. | 22 апреля 2003  | Дотан, США               | Грунт    | Милагрос Секера    | 6-3 6-4     |
| 6. | 31 мая 2004     | Сербитон, Великобритания | Трава    | Анна Чакветадзе    | 6-4 1-6 6-1 |
| 7. | 29 октября 2007 | Таоюань, Тайвань         | Хард     | Янина Викмайер     | 6-4 7-6(5)  |

#### Поражения (4)
| №  | Дата            | Турнир          | Покрытие | Соперница в финале | Счёт           |
| 1. | 14 октября 1996 | Кугаяма, Япония | Хард     | Синобу Асагоэ      | 1-6 6-3 1-6    |
| 2. | 30 августа 1999 | Куросио, Япония | Хард     | Кэрри-Энн Гюс      | 4-6 3-6        |
| 3. | 22 февраля 2005 | Сент-Пол, США   | Хард(i)  | Лора Гренвилл      | 2-6 7-6(6) 2-6 |
| 4. | 7 февраля 2007  | Лас-Вегас, США  | Хард     | Каролина Возняцки  | 3-6 2-6        |

### Финалы турнировWTAв парном разряде (2)

#### Победы (1)
| №  | Дата            | Турнир      | Покрытие | Партнёрша   | Соперницы в финале          | Счёт    |
| 1. | 17 февраля 2003 | Мемфис, США | Хард(i)  | Саори Обата | Алина Жидкова Брианн Стюарт | 6-1 6-1 |

#### Поражения (1)
| №  | Дата            | Турнир      | Покрытие | Партнёрша        | Соперницы в финале         | Счёт           |
| 1. | 19 февраля 2007 | Мемфис, США | Хард(i)  | Ярмила Гайдошова | Николь Пратт Брианн Стюарт | 5-7 6-4 [5-10] |

### Финалы турнировITFв парном разряде (3)

#### Победы (3)
| №  | Дата         | Турнир          | Покрытие | Партнёрша        | Соперницы в финале                | Счёт       |
| 1. | 11 июня 2001 | Таллин, Эстония | Грунт    | Михо Саэки       | Наталья Егорова Екатерина Сысоева | 6-2 7-6(7) |
| 2. | 26 мая 2002  | Лоренсвилл, США | Хард     | Саори Обата      | Терин Эшли Кристен Шлюкбир        | 7-5 7-6(2) |
| 3. | 5 июня 2006  | Простеёв, Чехия | Грунт    | Ярмила Гайдошова | Лига Декмейере Алиция Росольская  | 6-3 7-6(3) |

## История выступлений на турнирах
| Турнир                       | 2000  | 2002  | 2003  | 2004  | 2005          | 2006          | 2007          | 2008  | 2009  | Итог   | В/П за карьеру |
| ---------------------------- | ----- | ----- | ----- | ----- | ------------- | ------------- | ------------- | ----- | ----- | ------ | -------------- |
| Турниры Большого Шлема       |       |       |       |       |               |               |               |       |       |        |                |
| Открытый чемпионат Австралии | -     | К     | 2Р    | 2Р    | 1Р            | 1Р            | 2Р            | 2Р    | -     | 0 / 7  | 6-7            |
| Открытый чемпионат Франции   | -     | К     | 1Р    | 1Р    | 3Р            | 2Р            | 1Р            | 1Р    | -     | 0 / 7  | 4-7            |
| Уимблдон                     | -     | К     | 3Р    | 1Р    | 1Р            | 2Р            | 3Р            | -     | 1Р    | 0 / 7  | 6-7            |
| Открытый чемпионат США       | К     | К     | 1Р    | 2Р    | 1Р            | 1Р            | 1Р            | -     | -     | 0 / 7  | 1-7            |
| Итог                         | 0 / 1 | 0 / 4 | 0 / 4 | 0 / 4 | 0 / 4         | 0 / 4         | 0 / 4         | 0 / 2 | 0 / 1 | 0 / 28 |                |
| В/П в сезоне                 | 0-1   | 4-4   | 3-4   | 2-4   | 2-4           | 2-4           | 3-4           | 1-2   | 0-1   |        | 17-28          |
| Олимпийские игры             |       |       |       |       |               |               |               |       |       |        |                |
| Летняя олимпиада             | -     | НП    | НП    | 2Р    | Не проводился | Не проводился | Не проводился | -     | НП    | 0 / 1  | 1-1            |

К — проигрыш в квалификационном турнире.